# Serapion (Stratege)
Serapion († 41 v. Chr.) war während der Herrschaft Kleopatras VII. 43 v. Chr. Stratege Zyperns. Gegen den Willen der ägyptischen Königin unterstützte er im römischen Bürgerkrieg Gaius Cassius Longinus und wurde deswegen 41 v. Chr. hingerichtet. Er könnte mit jenem Serapion identisch sein, der 48 v. Chr. für Gaius Iulius Caesar mit dem ägyptischen General Achillas verhandeln sollte.

## Leben
Nachdem Caesar sich im Thronstreit zwischen Kleopatra und deren Bruder Ptolemaios XIII. auf Kleopatras Seite gestellt hatte, rief der Minister Potheinos im Herbst 48 v. Chr. Achillas zu Hilfe, der mit einem starken Heer von Pelusion gegen Alexandria marschierte. Da sich Caesar wegen unzureichender Militärstärke nicht auf eine offene Schlacht einlassen konnte, zwang er Ptolemaios XIII., hochrangige Unterhändler zu Achillas zu schicken. Für diese Aufgabe wurden Serapion und Dioskorides ausgewählt, die schon für Ptolemaios XII. diplomatisch in Rom aktiv gewesen waren und nun Achillas darlegen sollten, dass die Bekämpfung Caesars nicht im Sinne Ptolemaios’ XIII. sei. Doch der ägyptische General erkannte, dass der junge König diese Botschaft nur gezwungenermaßen übermitteln hatte lassen. Daher hetzte Achillas seine Soldaten gegen Serapion und Dioskorides auf, von denen einer ums Leben kam, der zweite jedoch nur für tot gehalten und schwer verletzt von seinen Begleitern weggebracht wurde.
In den Quellen wird nicht überliefert, welche der beiden Gesandten überlebte. Falls es Serapion war, so ist sehr wahrscheinlich, dass er mit jenem gleichnamigen Strategen Zyperns identisch ist, der in dieser Funktion für das Jahr 43 v. Chr. bezeugt ist. Damals führten ein Jahr nach der Ermordung Caesars dessen Anhänger und Gegner einen erbitterten Krieg gegeneinander. Kleopatra ergriff für die Caesarianer Partei und fertigte daher Cassius, der u. a. an sie ein Unterstützungsgesuch gerichtet hatte, mit einer hinhaltenden Antwort ab. Serapion lieferte aber ohne Rücksprache mit seiner Herrin ein Flottenkontingent an den Caesarmörder aus, der u. a. durch diese militärische Hilfe den Caesarianer Publius Cornelius Dolabella im Juli 43 v. Chr. entscheidend besiegen konnte. Kleopatra war über die eigenmächtige Handlung ihres Strategen äußerst ungehalten.
Der Althistoriker Michael Grant glaubt aus Serapions Handlungsweise zu erkennen, dass der zyprische Stratege die damals im Exil im Artemistempel zu Ephesos lebende Arsinoë IV. gegen deren mit ihr verfeindete ältere Schwester Kleopatra unterstützen und sie vielleicht sogar zur neuen ägyptischen Herrscherin machen wollte. Als Kleopatra jedenfalls nach dem Sieg der Caesarianer den Triumvirn Marcus Antonius für sich gewonnen hatte, rächte sie sich 41 v. Chr. über die Macht des Römers an missliebigen Personen. Zu ihren Opfern gehörten außer Arsinoë u. a. auch Serapion, der sich nach Tyros geflüchtet hatte. Serapion musste auf Antonius’ Befehl an die ptolemäische Königin ausgeliefert werden, die ihn – höchstwahrscheinlich – hinrichten ließ. Auf Zypern wurde er durch Demetrius ersetzt.